# 리블밸리

리블밸리의 위치

리블밸리(영어: Ribble Valley)는 잉글랜드 랭커셔주에 위치한 비도시 자치구로 중심 도시는 클리서로이며 인구는 58,091명(2014년 기준), 면적은 583.2km2이다.